# 碧南市立鷲塚小学校
碧南市立鷲塚小学校（へきなんしりつ わしづかしょうがっこう）は、愛知県碧南市旭町にある公立小学校。

## 校区
- 校区は旭町、荒子町、池下町、大堤町1・2丁目、尾城町1・2丁目、神有町、亀穴町1・2丁目、北浦町、鴻島町1丁目、笹山町、三角町、城山町、新道町、照光町、天神町、中後町1丁目、繩手町、二本木町、野銭町、平和町、見合町、緑町、鷲塚町、鷲林町であり、公立中学校の進学先は碧南市立東中学校に進学する[1]。
- 旧・碧海郡旭村の小学校であった。

## 沿革
- 1873年（明治6年）
  - 4月8日 - 鷲塚村に義校が開校。

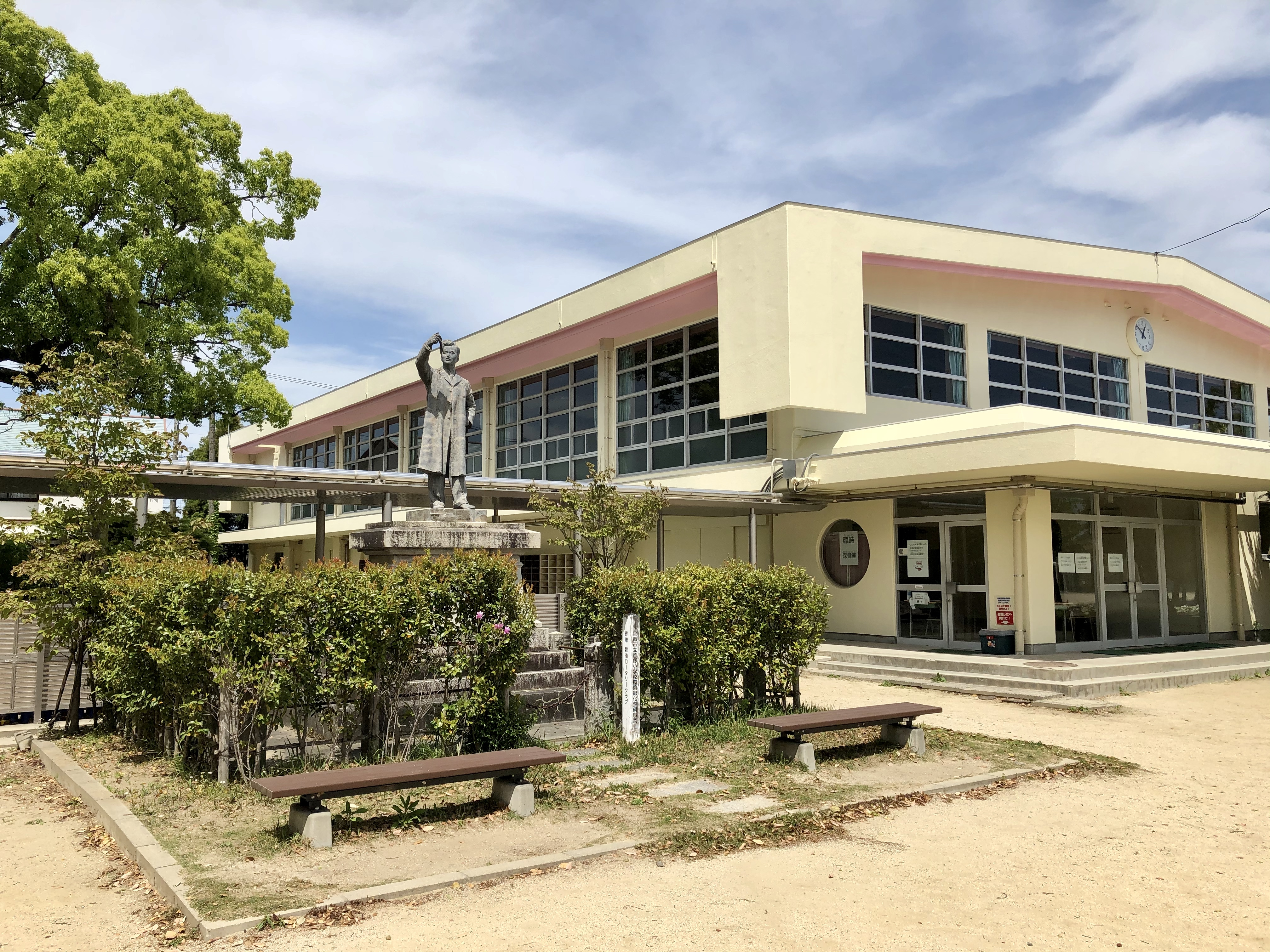
体育館

  - 9月5日 - 第51番小学鷲塚学校に改称する。
- 1887年（明治20年） - 尋常小学鷲塚学校に改称する。
- 1889年（明治22年）10月1日 - 町村制により碧海郡鷲塚村が発足する。
- 1892年（明治25年） - 
  - 鷲塚尋常小学校に改称する。
  - 棚尾村、志貴崎村、伏見屋村、鷲塚村で組合を設立。伏見屋村に四ヶ村組合立啓成高等小学校を設立する。
- 1896年（明治29年） - 啓成高等小学校が廃校となる。
- 1906年（明治39年）5月1日 - 志貴崎村、伏見屋村、鷲塚村が合併し、旭村が発足する。
- 1936年（昭和11年）4月1日 - 高等科を設置し、鷲塚尋常高等小学校に改称する。
- 1941年（昭和16年）4月1日 - 鷲塚国民学校に改称する。
- 1947年（昭和22年）4月1日 - 旭村立鷲塚小学校に改称する。校舎の一部が旭村立旭中学校東学舎となる。
- 1948年（昭和23年）
  - 4月1日 - 旭中学校西学舎（旭村立日新小学校の校舎の一部を使用）が廃止され、旭中学校東学舎が旭中学校本校となる。
  - 4月5日 - 大浜町、新川町、棚尾町、旭村が合併し市制施行、碧南市が発足する。同時に碧南市立鷲塚小学校に改称する。
- 1953年（昭和28年）
  - 4月 - 旭中学校が東中学校に改称する。
  - 6月 - 東中学校が新築移転する。
- 1973年（昭和48年） - 新校舎（鉄筋コンクリート造）が完成する。
- 1976年（昭和51年）2月 - 校舎（現・2棟）が完成する。
- 1979年（昭和54年）1月16日 - 体育館が完成する。
- 1982年（昭和57年）11月 - 校舎（現・3棟）が完成する。
- 2014年（平成26年）3月 - 新校舎（本館）が完成する。1973年完成の校舎を取り壊す。

## 交通アクセス
- 名鉄三河線碧南中央駅下車、徒歩約30分。
- くるくるバスみどりコース、あおコース「鷲塚公民館」バス停より徒歩約3分。

## 周辺施設など

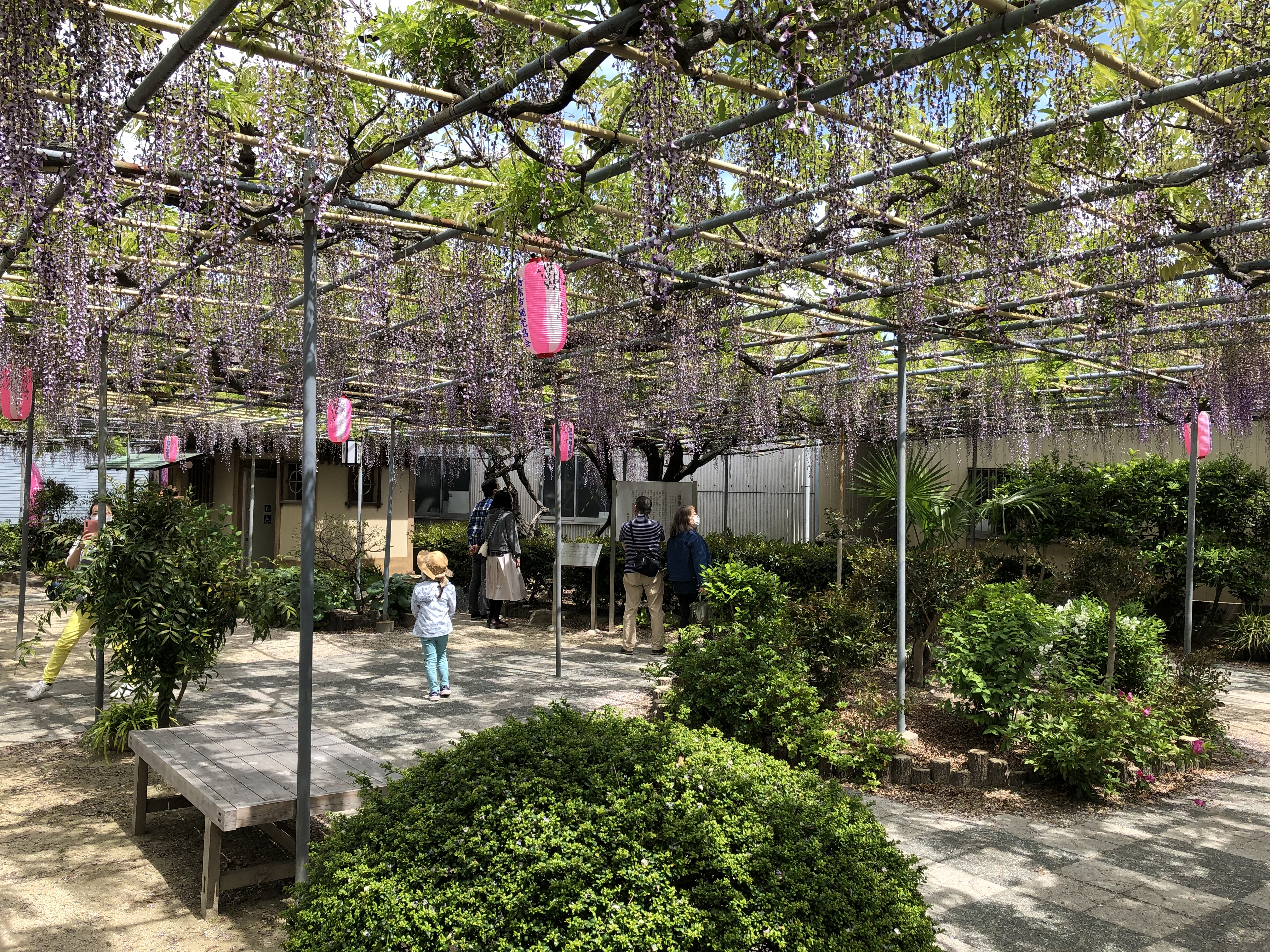
付近にある広藤園

- 碧南市立東中学校
- 鷲塚保育園
- 第2へきなんこども園
- 東部市民プラザ
- 鷲塚公民館
- 広藤園
- 油ヶ淵

## 著名な出身者
- 大村秀章（愛知県知事、元衆議院議員）
- 石井拓（衆議院議員）